# Гран-Виа (станция метро)
«Гран-Виа» (исп. Gran Vía) — станция Мадридского метрополитена. Она расположена под Гран Виа и Ред де Сан Луис Плаза в центре Мадрида. Она расположена в зоне A. В настоящее время станция закрыта на капитальный ремонт.

## История
Станция была открыта 17 октября 1919 года как одна из первых 8 станций метро в Мадриде. Первоначальное название станции было Ред-де-Сан-Луис возле близлежащей площади. Улица Гран-Виа в то время еще строилась, но через год станция приняла это название.
Во время диктатуры Франко станция была переименована на «Хосе Антонио». Это было сделано параллельно с переименованием улицы Гран-Виа в проспект Хосе Антонио Франко, в честь Хосе Антонио, основателя фашистской партии фаланге.
26 февраля 1970 года открылась платформа линии 5 под названием «Хосе Антонио». Четырнадцать лет спустя, в 1984 году, станция вернула своё первоначальное название.
В течение многих лет станция была известна сложным зданием, в котором размещались лифты, построенные архитектором Антонио Паласиосом. Он был построен из полированного гранита с железным и стеклянным навесом. Чтобы воспользоваться лифтом, клиенты должны были заплатить небольшую плату. Оригинальный вестибюль, также выполненный Паласиосом, был украшен глазурованной плиткой. Когда в 1972 году здание было снесено, оно было возвращено в О-Порриньо, родной город архитектора. В настоящее время ведется проект по установке реплики.
20 августа 2018 года станция была закрыта на реконструкцию. Поезда на линии 1 и линии 5 проезжают без остановки. Изначально срок завершения работ был запланирован на апрель 2019 года, но потом был перенесён на октябрь 2019 года, а позже на четвёртый квартал 2019 года.